# Moby Love (1973)
Moby Love era una nave traghetto che è stata in servizio con questo nome per Moby Lines (nota come Nav.Ar.Ma Lines all'epoca dell'acquisto) dal 1986 al 1993.

## Storia operativa

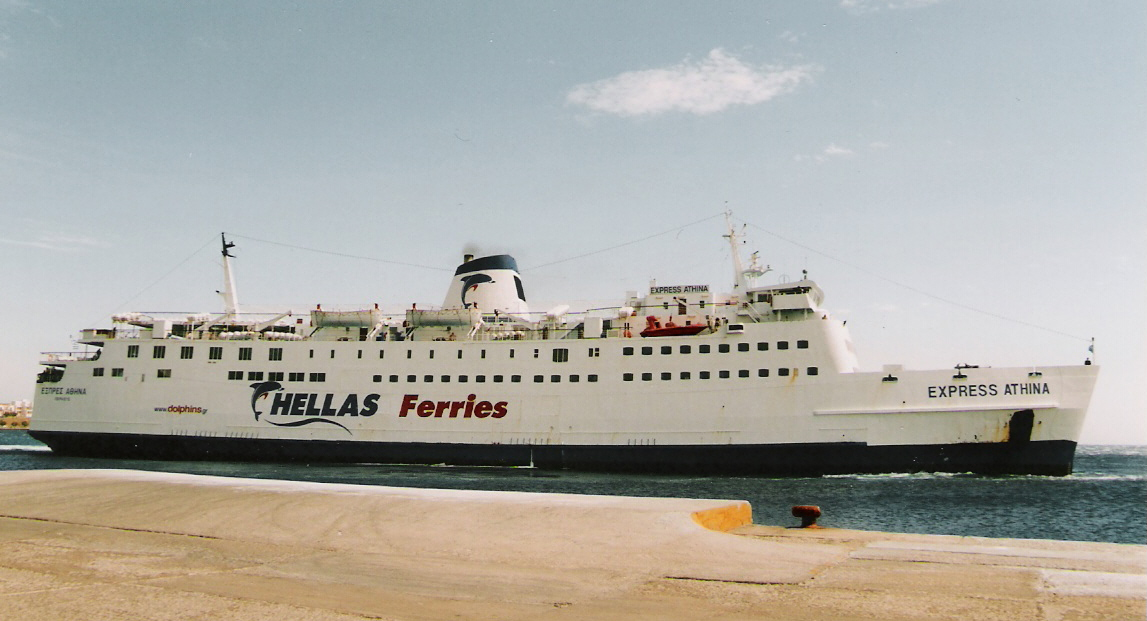
Express Athina in servizio per Hellas Ferries in navigazione tra Tino ed il Pireo nel 2005.

Varata nel febbraio 1973 come Prins Philippe ai cantieri Boelwerf di Temse, in Belgio, la nave fu messa in servizio nello stesso anno dalla R.M.T. (Regie voor Maritiem Transport) tra Ostenda e Dover. Nel 1985 fu noleggiata alla Sealink, che la utilizzò sulla linea Weymouth - Cherbourg, mentre l'anno successivo fu noleggiata all'irlandese B&I Line, che la immise sui collegamenti tra Galles e Irlanda.
Disarmata, fu acquistata dalla Nav.Ar.Ma (Navigazione Arcipelago Maddalenino), venendo sottoposta a dei lavori di ristrutturazione che ne aumentarono la capacità passeggeri. Fu poi rinominata Moby Love, rimanendo in servizio principalmente sulle rotte per Bastia da Livorno o La Spezia. Nel 1988, mentre era ormeggiata nella rada di Livorno, si sviluppò un importante incendio in sala macchina, prontamente domato dall'equipaggio. Nel 1994 il traghetto fu ceduto alla Ventouris Sea Lines, prendendo il nome di Panagia Tinou 2 e venendo utilizzata sui collegamenti tra Il Pireo, Paros, Naxos, Io e Santorini; quando la compagnia fallì, la nave fu acquistata dalla rivale Agapitos Express Ferries, che la spostò sulla linea Rafina - Andro - Tino - Mykonos. Nel 1996 fu nominata Express Athina.
Nel 1999 confluì nella Hellas Ferries e mantenne nome e rotta, anche quando la società mutò nome in Hellenic Seaways. Dopo un breve noleggio alla Strintzis Ferries nei primi mesi del 2007, il traghetto fu acquistato dalla Saos Ferries, che la impiegò come Express Limnos per i collegamenti tra Atene (porto di Lavrio) e l'Egeo settentrionale, facendo scalo anche a Tessalonica; in seguito a difficoltà economiche della compagnia, però, la nave fu posta in disarmo a Lavrio a partire dal dicembre 2008.
Nel 2011 la nave fu venduta ai cantieri di demolizione ad Aliağa.

## Navi gemelle
- Superstar (già Prince Laurent e Superferry II)